# 尼克·霍頓
尼克·霍頓（英語：Nick Haughton；1994年9月20日—）是一位英格蘭足球運動員。在場上的位置是中場。他現在效力於英格蘭足球甲級聯賽球隊弗利特伍德镇足球俱乐部。

## 外部連結
- 足球数据库：Nick Haughton的球员统计数据